# NeXTSTEP
 NextStep  és el sistema operatiu orientat a objectes, multitasca que NeXT Computer, Inc va dissenyar per córrer en els ordinadors NeXT (informalment coneguts com a "black boxes "), creant el concepte de "Backbone".

## Història
NextStep 1.0 va ser llançat a 1989 després de proves que van començar a 1986. L'última versió, 3.3, es va alliberar a principis de 1995. En aquest punt, NeXT es va associar en una  join-venture  amb Sun Microsystems per desenvolupar OpenStep, un entorn multi-plataforma amb implementació per a arquitectures SPARC, Intel, HP i NeXT m68k, basada en NextStep.
El sistema va ser iniciat originalment a mitjans dels 1980 com dos projectes, un esforç que crearia Display PostScript, i un esforç per crear un  toolkit  d'objectes per a programació per al mercat educatiu. Quan es va tornar aparent que els ordinadors i sistemes operatius de l'època no eren suficients per a la tasca d'executar cap d'aquests, els projectes fossin combinats, juntament amb un projecte de maquinari, i eventualment va crear els ordinadors NeXT.

## Característiques
NextStep va ser la combinació dels següents elements:
1. Un sistema operatiu Unix basat en el nucli Mach kernel, més codi font de la Universitat de Califòrnia, UC Berkeley, provinent del seu sistema operatiu BSD.
2. Display PostScript i un motor gràfic.
3. Objective-C com a llenguatge de programació i  runtime .
4. Una capa d'aplicació orientada a objectes, incloent diversos  kits .
5. Eines de desenvolupament per a les capes OO.

La clau per a la fama van ser els tres últims elements. Els  toolkits  oferien un poder incomparable amb les eines de l'època i van ser usades per a crear tot el programari de la màquina. Característiques diferents del llenguatge Objective-C van fer que el fet d'escriure aplicacions amb NextStep fora molt més fàcil que en els sistemes rivals i el sistema va ser reconegut com un model per al desenvolupament de programari una dècada més tard.
La interfície d'usuari era refinada i consistent, introduint la idea de l'Dock, utilitzada també en OpenStep * i en Mac OS X. Tot el subsistema gràfic utilitzava el concepte d'unificació de dispositius de sortida, a través de Display PostScript.
Amb això, era possible presentar documents tant a la pantalla com en impressores de format PostScript de la mateixa manera i amb la mateixa interfície de programació.
A més d'això, van ser agregats altres recursos de menor impacte, com notificacions visuals de canvis en el document editat, efectes 3D en els components gràfics com botons i altres.
Es van afegir  Kits  o eines addicionals a la línia de productes per fer el sistema més atractiu. Això va incloure  Portable Distributed Objects  (PDO), o Objectes Portables Distribuïts, que permetia la invocació remota de mètodes, de manera simple i  Enterprise Objects Framework , un sistema de bancs de dades objecte-relacional bastant poderós. Aquestes tecnologies van fer al sistema particularment interessant per al desenvolupament d'aplicacions personalitzades i corporatives, cosa que va fer que tingués una bona escala d'adopció a la comunitat de programació financera.
Després de la compra de NeXT per Apple Computer en l'inici de 1997, Apple va decidir crear la seva pròpia implementació del padró OpenStep, que va resultar en Mac OS X.
L'herència d'OpenStep a MacOS X es nota en l'entorn de Cocoa, on els objectes de la llibreria Objective-C tenen prefix el "NS". També hi ha una implementació GNU del padró OpenStep anomenada GNUstep.
El primer navegador WorldWideWeb, va ser creat utilitzant la plataforma NextStep.

* Nota: OpenStep i OpenStep no són el mateix. El primer és el nom del patró, mentre que el segon és el nom de la implementació del patró OpenStep.